# Syzygium pustulatum
Syzygium pustulatum är en myrtenväxtart som först beskrevs av John Firminger Duthie, och fick sitt nu gällande namn av Elmer Drew Merrill. Syzygium pustulatum ingår i släktet Syzygium och familjen myrtenväxter. Inga underarter finns listade i Catalogue of Life.